# La Guerre des sauterelles
Pour plus de détails, voir Fiche technique et Distribution.
La Guerre des sauterelles (ou La Guerre aux sauterelles) est un court métrage français réalisé en 1931 par Edmond T. Gréville, sorti en 1932.

## Synopsis
Lors de la visite médicale d'incorporation, un appelé raconte à son voisin de file une histoire de guerre, mais pas de n'importe quelle guerre, la guerre... aux sauterelles. Tout était arrivé dans un village menacé par des insectes. Les habitants décidèrent d'aller la nuit massacrer les bestioles en plein champ. Mais, fines mouches (!), les sauterelles endossèrent leur tenue de camouflage, narguant leurs assaillants. Enfin, un conscrit en distingua une, l'écrasa... mais assomma du même coup Monsieur le Maire sur lequel l’orthoptère s'était posé. Bilan de l'opération : un mort dans chaque camp, les pertes sont égales !

## Fiche technique
- Titre : La Guerre des sauterelles
- Réalisation : Edmond T. Gréville
- Directeur de la photographie : Samy Brill
- Musique : Raymond Berner
- Production : Pax Films (Paris)
- Format : noir et blanc — 35 mm — 1,37:1 — Son : Mono
- Genre : sketch antimilitariste de la série Cancans cinématographiques
- Durée : 12 minutes
- Année de sortie : 1932

## Distribution
- Doumel
- Malou Tre-Ki
- Marcel Maupi
- Jules Moy
- Jacqueline Carlier